# 佐藤晟也
佐藤 晟也（さとう せいや、1936年1月10日- 2018年12月21日 ）は、日本の俳優。本名同じ。
東京都出身。東洋大学経済学部卒業。東映俳優センターに所属していた。

## 来歴、人物
大学卒業後、東映撮影所に入る。
趣味はゴルフ、麻雀、旅行。特技はアクション、歌。

## 出演

### 映画
- 風来坊探偵 岬を渡る黒い風（1961年、ニュー東映） - バックリの辰
- 二人だけの太陽（1961年、東映） - 田代勇
- 男の血潮がこだまする（1961年、ニュー東映） - 達チン
- ファンキーハットの快男児シリーズ
  - ファンキーハットの快男児（1961年、ニュー東映）
  - ファンキーハットの快男児 二千万円の腕（1961年、東映） - 交通係の巡査
- 黄色い風土（1961年、ニュー東映） - 新聞社の運転手
- 松本清張のスリラー 考える葉（1962年、東映） - バタ屋
- 第八空挺部隊 壮烈鬼隊長（1963年、東映） - 田村一等陸曹
- 暴力街（1963年、東映） - 早田
- 警視庁物語 全国縦断捜査（1963年、東映） - 産院の男
- やくざの歌（1963年、東映） - シゲ
- 次郎長三国志シリーズ（東映）
  - 次郎長三国志 第三部（1964年） - 三保の豚松
  - 次郎長三国志 甲州路殴り込み（1965年） - 三保の豚松
- 網走番外地（1965年、東映） - 沢本
- 明治侠客伝 三代目襲名（1965年、東映） - ドラ亀
- あばずれ（1966年、東映） - 金山
- 昭和残侠伝シリーズ（東映）
  - 昭和残侠伝 一匹狼（1966年） - サンマの勝
  - 昭和残侠伝 血染の唐獅子（1967年） - 土手八
- 太陽に突っ走れ（1966年、東映） - 出前持ち
- 喜劇団体列車（1967年、東映） - 柴田
- 日本暗黒史 血の抗争 （1967年、東映）
- 博徒解散式（1968年、東映） - ヒデ
- 獄中の顔役（1968年、東映） - モタ公
- 盛り場ブルース（1968年、東映） - 運転手
- 兄弟仁義 逆縁の盃（1968年、東映） - 銀八
- 不良番長（1968年、東映） - ナポレオン
- 人生劇場 飛車角と吉良常（1968年、東映）
- 夜の歌謡シリーズ（東映）
  - 伊勢佐木町ブルース（1968年） - 子分
  - 港町ブルース（1969年） - 牧師
  - おんな（1969年） - 神戸のヤクザ
- 現代やくざ 与太者仁義（1969年、東映）
- 超高層のあけぼの（1969年、東映） - 集金の洋服屋（本編ではトラック運転手）
- 日本暴力団 組長（1969年、東映）
- 妖艶毒婦伝 お勝兇状旅（1969年、東映） - 安
- 血染の代紋（1970年、東映）
- 任侠興亡史 組長と代貸（1970年、東映） - 子分
- 捨て身のならず者（1970年、東映） - 囚人
- ずべ公番長 夢は夜ひらく（1970年、東映） - 市川
- 最後の特攻隊（1970年、東映） - 安田一整
- 新宿の与太者（1970年、東映） - 水谷
- 現代やくざ 盃返します（1971年、東映） - 弟分
- ずべ公番長 ざんげの値打もない（1971年、東映）- 大矢松造の子分
- 暴力団再武装（1971年、東映） - 若竹の部下
- セックス喜劇 鼻血ブー（1971年、東映） - お多福の客
- 博徒斬り込み隊（1971年、東映） - 大木戸の子分
- 銀蝶渡り鳥（1972年、東映） - 花井
- やくざと抗争（1972年、東映） - 大木戸組組員
- 銀蝶流れ者 牝猫博奕（1972年、東映） - 古賀
- やくざと抗争 実録安藤組（1973年、東映） - 子分
- 実録 私設銀座警察（1973年、東映） - 小寺安夫
- 女囚さそりシリーズ（1973年、東映）
  - 女囚さそり けもの部屋 - 高橋
  - 女囚さそり 701号怨み節 - 刑事
- 前科おんな 殺し節（1973年、東映） - 須貝
- 実録安藤組 襲撃篇（1973年、東映） - 天野の護衛
- 夜の演歌 しのび恋（1974年、東映） - 小野田守
- 暴力街（1974年、東映）
- 0課の女 赤い手錠（1974年、東映） - 金子
- 色情トルコ日記（1974年、東映） - ストリップ小屋支配人
- 従軍慰安婦（1974年、東映） - 黒松中尉
- 女必殺拳（1974年、東映） - 村上
- 安藤組外伝 人斬り舎弟（1974年、東映） - マネージャー
- 少林寺拳法（1975年、東映）
- 仁義の墓場（1975年、東映）
- 大脱獄（1975年、東映） - 労務者
- ウルフガイ 燃えろ狼男（1975年、東映） - 支配人
- 新幹線大爆破（1975年、東映） - 乗客
- 帰って来た女必殺拳（1975年、東映） - 鉄球
- けんか空手 極真拳（1975年、東映） - 沢田
- トラック野郎シリーズ（東映）
  - トラック野郎 御意見無用（1975年） - 小松虎男
  - トラック野郎・爆走一番星（1975年） - 佐久の鯉太郎
  - トラック野郎・望郷一番星（1976年） - 上洲
  - トラック野郎・天下御免（1976年） - 一発屋
  - トラック野郎・度胸一番星（1977年） - 横綱
  - トラック野郎・男一匹桃次郎（1977年） - 横綱
  - トラック野郎・突撃一番星（1978年） - 横綱
- 東京ふんどし芸者（1975年、東映） - 岡持
- 横浜暗黒街 マシンガンの竜（1976年、東映）
- 子連れ殺人拳（1976年、東映） - 神崎
- お祭り野郎 魚河岸の兄弟分（1976年、東映） - 喜多八
- 安藤昇のわが逃亡とSEXの記録（1976年、東映） - 中盆
- 新宿酔いどれ番地 人斬り鉄（1977年、東映） - 軍司
- 白昼の死角（1979年、東映） - 債権者
- 不良少年（1980年、東映） - 野口
- 蒲田行進曲（1982年、松竹）

### テレビドラマ
- 白馬童子（1960年、NET / 東映）
- ミステリーベスト21 / これが法律だ（1962年、NET / 東映）
- 素浪人 月影兵庫 第1シリーズ 第1話「浅間は怒っていた」（1965年、NET / 東映）
- 忍者ハットリくん+忍者怪獣ジッポウ（1967年、NET / 東映）
  - 第2話「ジッポウ君大失敗!!」 - 大プロデューサー
  - 第19話「産業スパイをやっつけるでござる」 - 城東コンサルタント社員
- 銭形平次（CX / 東映）
  - 第62話「七夕の唄」（1967年） - 船乗の権次
  - 第707話「青柳同心、恋す」（1980年） - 弁天の仁造
  - 第754話「秋田から来た花嫁」（1981年）
- キイハンター（1968年 - 1973年 、TBS / 東映）
- 笑ってよいしょ（1969年、NTV / 東映）
- プレイガールシリーズ（12ch / 東映）
  - プレイガール
    - 第11話「女の武器は小麦肌」（1969年）
    - 第25話「女殺し昭和元禄」（1969年）
    - 第36話「女の肌は二度燃える」（1969年）
    - 第60話「女の火遊び」（1970年）
    - 第84話「新幹線殺人事件 」（1970年） - 大山
    - 第148話「蝶々・新伍の蝶々・新伍の"とめてくれるなおっ母さん"」（1972年）
    - 第158話「暴力教師暴発す!」（1972年） - タクシー運転手
    - 第169話「欺す女にだまされて 」（1972年） - 大島
    - 第180話「女は土壇場で勝負する」（1972年） - 辰夫
    - 第188話「ギャングが女湯に入ってきた」（1972年)　- ビヤダルの男
    - 第205話「吹雪に挑んだ流れ医者」（1973年） - 正助
    - 第236話「女一匹くれない仁義」（1973年）
    - 第241話「女は裸で七変化」（1973年） - 支配人
    - 第258話「女は裸で一発勝負 」（1974年） - 鬼塚刑事
    - 第259話「女心を人質に」（1974年） - 神谷
    - 第261話「トルコ風呂殺人事件」（1974年）
    - 第266話「ああ!わたし貴方に負けそう」（1974年） - 山岡
    - 第274話「悩殺という女の殺し方」（1974年）

  - プレイガールQ
    - 第11話「あの肌に銃をもう一度」（1974年） - 青野
    - 第32話「女は裸で虚々実々」（1975年） - 刑事
    - 第41話「放送300回記念・東京エマニエル夫人」（1975年）- クラブ・エマニエルの客※ノンクレジット
    - 第53話「全裸で消された謎の女」(1975年） - 管理人
- ゴールドアイ 第5話「恐怖の遊戯」（1970年、NTV / 東映）
- パパと呼ばないで 第27話「男は度胸?」（1973年、NTV / ユニオン映画） - 沢村
- アイフル大作戦（1973年、TBS / 東映）
  - 第4話「仮面の女」
  - 第13話「逃げろ!わんぱく小僧生き埋め殺人」 - 警官
- キカイダー01 第4話「怪奇! 幽霊ロボット消滅!?」（1973年、NET / 東映） - 運転手（ブルーハカイダー人間態）
- 非情のライセンス（NET→ANB / 東映）
  - 第1シリーズ 第13話「兇悪の化粧」（1973年） - 沢本
  - 第2シリーズ
    - 第20話「兇悪の純愛」（1975年） - 田所進
    - 第83話「兇悪の捜査」（1976年） - ルーレットの男

  - 第3シリーズ 第19話「兇悪の声紋・カーフェリー爆破三秒前!」（1980年）
- Gメン'75（TBS / 東映）
  - 第20話「背番号3長島対Gメン」（1975年） - あけみの子分A
  - 第24話「二人組警官ギャング」（1975年） - 取引相手の男
  - 第34話「警視庁の中のスパイ」（1976年） - 野崎組長（野崎組）
  - 第38話「スチュアーデス殺人事件」（1976年） - 取り調べを受けた男
  - 第39話「ギャングに呼ばれた刑事」（1976年） - 天声会組長
  - 第54話「密航船」（1976年） - ヘロイン密売組織の男
  - 第64話「逃亡刑事」（1976年） - 遊佐（演：宮口二郎）の子分
  - 第75話「刑事を捨てた刑事」（1976年） - 関東連合組員
  - 第309話「15年も生きていた死体」（1981年） - 廃車工場の社長
- ザ★ゴリラ7 第12話「恋と王女と弾丸と」（1975年、NET / 東映）
- 子連れ狼 第3部 第5話「母なる味」（1976年、NTV / ユニオン映画） - モリウチ平蔵
- ベルサイユのトラック姐ちゃん 第5話「ベルトラ姐ちゃん大奮闘!!」（1976年、NET / 東映）
- 隠し目付参上 第21話「大検問! 現金輸送車は通れたか」（1976年、MBS / 三船プロ）
- 夜明けの刑事 第82話「裏切りの烙印に賭ける!!」（1976年、TBS / 大映テレビ）
- 宇宙鉄人キョーダイン 第26話「怪奇!! 猫にされた子供たち」、第27話「恐るべし!! デス五人衆の猛襲」（1976年、MBS / 東映） - 上田幸造
- 5年3組魔法組 第2話「八十秒間世界一周」（1976年、NET / 東映） - 工事現場の作業員
- 気まぐれ天使 第14話「笑う門には……」（1977年、NTV / ユニオン映画）
- 大鉄人17 第28話「出たぞ大海獣! ネッシーの子守唄」（1977年、MBS / 東映） - 船長
- 大追跡（1978年、NTV / 東宝）
  - 第4話「首領（ドン）を撃て」
  - 第20話「日の丸愚連隊」
- 江戸の渦潮 第6話「春風にのった母子」（1978年、CX / 東宝）
- スパイダーマン 第24話「ゴキブリ少年大戦争」（1978年、12ch / 東映） - パン屋主人
- 桃太郎侍（NTV / 東映）
  - 第118話「江戸っ子娘に春が来た」（1979年）
  - 第172話「つばめに惚れた鉄砲玉」（1980年） - 権次
  - 第172話「どうぞお縄を………」（1980年） - 亀蔵
  - 第239話「恋って奴ァむずかしい!」（1981年）
- 大都会 PARTIII（1979年、NTV / 石原プロ）
  - 第16話「殺人犯奪回要求」
  - 第40話「ドクター宗方の証言」
- スーパー戦隊シリーズ（ANB / 東映）
  - バトルフィーバーJ（1979年）
    - 第6話「万能戦艦発進せよ」 - 警官
    - 第35話「腹ペコ大パニック」 - 支配人

  - 電子戦隊デンジマン（1980年）
    - 第24話「罠をはる怪力男」 - 歯科医（ハミガキラー人間態）
    - 第38話「無限魔空の大冒険」 - 雷太の父親
- ザ・スーパーガール 第29話「全裸殺人・謎のマッサージ師」（1979年、東映 / 12ch） - 小野寺健
- 七人の刑事 第3シリーズ（1979年、TBS） 
  - 第42話「十七歳三ヶ月」
  - 第69話「さよならやさしい母の国」
- 大空港 第43話「新米刑事が翔んだ!」（1979年、CX / 松竹）
- 太陽にほえろ!（NTV / 東宝）
  - 第352話「ボン・絶体絶命」（1979年） - 原田修
  - 第436話「父親」（1980年） - トラック運転手
  - 第456話「ボス、俺が行きます!」（1981年） - 上田
  - 第580話「名人」（1983年） - サラリーマン金融の取り立て屋
  - 第621話「決闘」（1984年） - 下田
  - 第671話「野獣」（1985年） - 城戸
  - 太陽にほえろ!PART2 第7話「逃げる」（1987年） - タクシー運転手
- 土曜グランド劇場 / 熱中時代 刑事編 第11話「金庫破りナンバー・ワン」（1979年、NTV） - 秋吉
- 特捜最前線（ANB / 東映）
  - 第132話「殺意のフラメンコ!」（1979年）
  - 第293話「木枯らしの街で!」（1982年）
  - 第479話「テレクラ嬢殺人事件・亡霊からのラブコール!」（1986年）
- 西部警察（ANB / 石原プロ）
  - 第4話「マシンガン狂詩曲」（1979年）  - 北田竜二
  - 第49話「俺だけの天使」（1980年） - 各務洋造
  - 第72話「命をつなぐ鎖」（1981年）  - 緒方常男
  - 第85話「男の償い」（1981年） - 北条の情報屋
- 仮面ライダー (スカイライダー) 第8話「ムカデンジンの罠 謎の手術室」（1979年、MBS / 東映） - 村上頭取
- 探偵物語 第19話「影を捨てた男」（1980年、NTV / 東映芸能ビデオ）
- 暴れん坊将軍シリーズ（ANB / 東映）
  - 吉宗評判記 暴れん坊将軍
    - 第109話「天下晴れてのつまみ喰い」（1980年） - 為造
    - 第157話「呪われた千両箱」（1981年） - 長六
    - 第193話「初雪は哀しき女の死化粧」（1982年） - 仙三
    - 第203話「雪崩に消えた恋の花」（1982年） - 軍次

  - 暴れん坊将軍II
    - 第24話「おふう恋燈籠」（1983年） - 長七
    - 第45話「いかさま奉行の鴨ネギ音頭!」（1984年） - 熊吉
    - 第81話「夢は盗っ人大明神!」（1984年） - 中間
    - 第107話「吉宗 狩り場の標的に起つ!」（1985年） - 虎松
    - 第186話「友情! 決死の砂丘脱出」（1987年） - 百姓

  - 暴れん坊将軍III
    - 第20話「からくり盗っ人街道」（1988年） - 鬼ごろし六之助
    - 第53話「あぶな絵の皿を追え」（1989年） - 伝八
    - 第95話「狙われた四人の目撃者!」（1990年） - 立花屋
    - 第116話「開眼! 涙の仇討」（1990年） - 竜次

  - 暴れん坊将軍IV
    - 第12話「女泣かせの憎いあいつ!」（1991年） - 六造
    - 第36話「対決! 兇賊七変化」（1991年） - 善六
    - 第50話「血涙! 愛しき忠義」（1992年） - 中間

  - 暴れん坊将軍VI 第41話「陽気な刺客」（1995年） - 伝兵衛
- 爆走! ドーベルマン刑事（1980年、ANB / 東映）
  - 第5話「アレックス・完全犯罪に挑戦!」
  - 第10話「大爆破3秒前」
- ミラクルガール （1980年、12ch / 東映）
  - 第8話「美人探偵神出鬼没」
  - 第18話「水着美女・湖上の決戦」
- 大江戸捜査網（12ch→TX）
  - 第459話「夫婦飛脚の子守唄」（1980年）
  - 第635話「凍る夜殺人者は眠らない」（1984年） - 文七
  - 新 大江戸捜査網 第18話「おんな牢しのび肌」（1984年） - 勝造
- ザ・ハングマン 燃える事件簿 第14話「生き返ったスリ係 女刑事」（1981年、ABC / 松竹芸能） - 立花の部下
- 長七郎天下ご免!（ANB / 東映）
  - 第64話「春雪八丁ぼり情話」（1981年） - 卯之助
  - 第85話「男が燃えた潮風街道」（1981年） - 銀次
  - 第109話「輝け! 炭団の嫁御寮」（1982年） - 安吉
- 東映不思議コメディーシリーズ（CX / 東映）
  - ロボット8ちゃん 第6話「ジャンケンポンだよロボット警官」（1981年） - 泥棒（兄貴分）
  - おもいっきり探偵団 覇悪怒組 第19話「怒り仮面登場!!」、第20話「怒り仮面の逆襲」（1987年）
- 水戸黄門（TBS / C.A.L）
  - 第12部 第25話「嘘を承知で親孝行 -富岡-」（1982年） - 金蔵
  - 第14部 第12話「偽黄門の悪退治 -大館-」（1984年） - 権次
  - 第22部 第6話「嘘で悟った女房の真心 -浜松-」（1993年）
- 北の国から 第19話「後悔」（1982年、CX）
- 源九郎旅日記 葵の暴れん坊（ANB / 東映）
  - 第7話「大井川兄弟仁義」（1982年） - 子分
  - 第20話「燃やせ玄海 男の炎」（1982年） - 袈裟蔵
  - 第34話「黄金の伝説 大黒様と白兎」（1983年） - 権造
- 柳生十兵衛あばれ旅 第8話「細うで喧嘩花」（1982年、ANB / 東映）
- 時代劇スペシャル（CX）
  - 佐武と市捕物控 第4作「岡っ引き無情」（1982年、東映）
  - 地獄の左門十手無頼帖 第2作「将軍暗殺!」（1983年、東映）
  - 子連れ狼（1984年、東映）
- 火曜サスペンス劇場（NTV）
  - 狙われた美人キャスター（1983年） - 刑事
  - 隠された誘拐（1984年）
  - 悪い電話（1991年）
  - 刑事・鬼貫八郎 第1作「死びとの座」（1993年） - 寿司屋の大将
- メタルヒーローシリーズ（ANB / 東映）
  - 宇宙刑事シャリバン 第14話「連続夢魔におびえる億万長者」（1983年） - ヒゲの不動産屋（キラービースト人間態）
  - 特捜エクシードラフト 第21話「わたしはサイコ I」（1992年） - 赤塚京三
- ザ・サスペンス / 妻は告白する（1983年、TBS）
- 月曜ワイド劇場 / 深川通り魔殺人事件（1983年、ANB / オフィス・ヘンミ）
- 遠山の金さんシリーズ（ANB / 東映）
  - 遠山の金さん
    - 第74話「越後三味線 さすらいの女!」（1983年）
    - 第152話「華麗なる賭け 女壺振り師お涼!」（1985年）

  - 遠山の金さんII 第1話「お奉行さま! 女の命あずけます!!」 - 第21話「継母の愛!」（1985年 - 1986年） - 岡っ引き・捨八
- 新大型時代劇 / 宮本武蔵（1984年、NHK）
- ビートたけしの学問ノススメ 第3話「宿直ノ夜ハ怖イヨー」（1984年、TBS）
- 私鉄沿線97分署 第10話「年忘れラストショー!」（1984年、ANB）
- 月曜ドラマランド / 少年隊 ショー・アップ・ハイスクール（1985年、CX）
- ドラマスペシャル / 破獄（1985年、NHK）
- 必殺橋掛人 第8話「浅草の㊙ドクロを探ります」（1985年、ABC / 松竹） - 弥市
- あぶない刑事 第24話「感傷」（1987年、NTV / セントラル・アーツ） - 石焼き芋屋
- 傑作時代劇 / しぶとい連中（1987年、ANB / 東映）
- 大都会25時 第17話「さらば夏! ストリッパー風子の場合」（1987年、ANB / 東映）
- あきれた刑事 第11話「桃色吐息」（1988年、NTV / セントラル・アーツ） - 佐藤コック
- 名奉行 遠山の金さん（ANB / 東映）
  - 第1シリーズ 第17話「噂におびえる少女」（1988年） - 寅松
  - 第2シリーズ 第22話「消えた犯人を探せ! 助っ人は年上の女」（1989年） - マムシの権八
  - 第3シリーズ 第12話「説教強盗の女」（1990年） - 月之介
  - 第4シリーズ 第3話「神隠しから戻った美女」（1991年） - 辰五郎
- 隠密・奥の細道 第20話「風に舞い散る紙兜」（1989年、TX）
- 土曜ワイド劇場 / 女弁護士 朝吹里矢子 第11作「小さな目撃者」（1989年、ANB、東映）
- 付き馬屋おえん事件帳 第1シリーズ 第12話「過去から来た女」（1990年、TX / 松竹）
- 秋の時代劇スペシャル / 豪剣! 賞金稼ぎ 無用ノ介 二つの顔のお尋ね者・修羅街道に美女七人（1990年、ANB / 東映）
- 女無宿人 半身のお紺 第7話「龍は昇天いたし候」（1991年、TX / C.A.L）
- 大型時代劇スペシャル / 素浪人無頼旅（1991年、ANB / 東映）
- TBS大型時代劇スペシャル / 平清盛（1992年、TBS）
- 春の時代劇スペシャル / 桃太郎侍 第1作「狙われた将軍の旅・帰って来た桃太郎」（1992年、ANB / 東映）
- HOTEL 第2シリーズ 第10話 「ヤクザさま宿泊中」（1992年、TBS/近藤照男プロダクション）
- 金曜エンタテイメント / 悪夢の封印（1993年、CX）
- 月曜ドラマスペシャル / リストラ刑事（1999年、TBS / 松竹）